# Västersvartö
Västersvartö, finska: Länsi-Musta, är en ö i Finland. Den ligger i Finska viken och i kommunen Helsingfors i den ekonomiska regionen  Helsingfors i landskapet Nyland, i den södra delen av landet. Ön ligger nära Helsingfors.
Öns area är 8,5 hektar och dess största längd är 480 meter i sydöst-nordvästlig riktning. Ön höjer sig omkring 15 meter över havsytan.